# Reborn in Chaos
Reborn in Chaos – kompilacja deathmetalowej grupy muzycznej Vader, wydana w 1996 roku w Polsce na kasecie magnetofonowej przez Baron Records oraz na płycie CD przez Metal Mind Productions. W pozostałych krajach Europy nagrania ukazały się w 1997 roku dzięki Hammerheart Records. Natomiast rok później, nakładem Pavement Music materiał trafił do sprzedaży w Stanach Zjednoczonych. Album zawiera dema Necrolust (utwory 7-10) oraz Morbid Reich (utwory 1-6).
Utwory 1-6 zostały nagrane w Pro-Studio w Olsztynie latem 1990 roku. Utwory 7-10 zarejestrowano w Studio PR w Olsztynie na przełomie lutego i marca 1989 roku. Okładkę kompilacji przygotował Tomasz Danilowicz, natomiast masering nagrań wykonał Grzegorz Piwkowski.

## Lista utworów
Opracowano na podstawie materiału źródłowego.
| Nr  | Tytuł utworu                 | Słowa                | Muzyka          | Długość |
| --- | ---------------------------- | -------------------- | --------------- | ------- |
| 1.  | „From Beyond – Intro”        | utwór instrumentalny | Piotr Wiwczarek | 01:02   |
| 2.  | „Chaos”                      | Paweł Wasilewski     | Piotr Wiwczarek | 04:27   |
| 3.  | „Vicious Circle”             | Paweł Wasilewski     | Piotr Wiwczarek | 02:49   |
| 4.  | „Breath of Centuries”        | Paweł Wasilewski     | Piotr Wiwczarek | 04:16   |
| 5.  | „Intro / The Final Massacre” | Paweł Wasilewski     | Piotr Wiwczarek | 04:49   |
| 6.  | „Reign-Carrion”              | Piotr Wiwczarek      | Piotr Wiwczarek | 06:06   |
| 7.  | „Intro / Decapitated Saints” | Piotr Wiwczarek      | Piotr Wiwczarek | 03:31   |
| 8.  | „Reborn in Flames”           | Piotr Wiwczarek      | Piotr Wiwczarek | 04:09   |
| 9.  | „The Final Massacre”         | Paweł Wasilewski     | Piotr Wiwczarek | 04:33   |
| 10. | „The Wrath”                  | Piotr Wiwczarek      | Piotr Wiwczarek | 03:57   |
|     |                              |                      |                 | 39:39   |

## Twórcy
Opracowano na podstawie materiału źródłowego.
| Zespół Vader w składzie - Piotr "Peter" Wiwczarek – gitara elektryczna, gitara basowa, wokal, słowa, okładka Necrolust - Jacek "Jackie" Kalisz – gitara basowa[A] - Krzysztof "Docent" Raczkowski – perkusja Notatki - A^ Wymieniony na płycie, nie brał udziału w nagraniach. |  | Produkcja - Mariusz Kmiołek – produkcja, koncepcja okładki (utwory 1-6) - Włodzimierz Iliasiewicz – inżynieria dźwięku (utwory 1-10) - Andrzej Włodarski – inżynieria dźwięku (utwory 1-6) - Ryszard Szmit i Cezary Alończyk – asystenci (utwory 1-6) - Waldemar Bronakowski – fotografia zespołu - Robert Ganczarski – okładka Morbid Reich - Paweł Wasilewski – słowa - Tomasz "Graal" Daniłowicz – okładka |

## Wydania
| Rok  | Nr katalogowy | Format             | Wydawca                | Region            | Źródło |
| ---- | ------------- | ------------------ | ---------------------- | ----------------- | ------ |
| 1996 | BMR 115       | Cass, Comp         | Baron Records          | Polska            | [ 4 ]  |
| 1996 | MMP CD 0054   | CD, Comp           | Metal Mind Records     | Polska            | [ 4 ]  |
| 1997 | H.H.R. 013    | CD, Comp           | Hammerheart Records    | Holandia/Europa   | [ 4 ]  |
| 1998 | 76962-32292-2 | CD, Comp           | Pavement Music         | Stany Zjednoczone | [ 4 ]  |
| 1998 | MMP 0054      | Cass, Comp, RM, RE | Metal Mind Records     | Polska            | [ 4 ]  |
| 1998 | b.d.          | LP, Pic, Comp      | Hammerheart Records    | Europa/Holandia   | [ 4 ]  |
| 2004 | CDL0131CD     | CD, Comp           | Candlelight Records    | Stany Zjednoczone | [ 4 ]  |
| 2004 | KARMA035      | CD, Comp           | Karmageddon Media      | Holandia/Europa   | [ 4 ]  |
| 2006 | MMP CD 0054   | CD, Comp, RP       | Metal Mind Productions | Polska            | [ 4 ]  |
| 2012 | HHR2012-04    | CD, Comp, RE       | Hammerheart Records    | Holandia/Europa   | [ 4 ]  |
| 2012 | HHR2012-04    | LP, Comp           | Hammerheart Records    | Holandia/Europa   | [ 4 ]  |
| 2012 | HHR2012-04    | LP, Ltd, Comp, Red | Hammerheart Records    | Holandia/Europa   | [ 4 ]  |